# 多點蜂鳥
多點蜂鳥（学名：Taphrospilus hypostictus），又称点斑蜂鸟，是雨燕目蜂鸟科的一种鸟类，是多點蜂鳥屬（学名：Taphrospilus）的唯一一种。
多點蜂鳥体重约7克，翼长约67.1毫米，嘴峰长约25毫米，喙宽度约3毫米，喙厚度约2.3毫米，跗蹠长约6.3毫米，尾长约37毫米。多點蜂鳥在其分布区内为留鸟，其栖息在密集的高大树木组成的森林中，食性为草食性，主要食物来源是植物的花蜜。
多點蜂鳥分布于安第斯山脉东坡，从厄瓜多尔至玻利维亚南部和阿根廷西北部。该物种是单型物种，没有亚种分化。